# Clovis Baert
Clovis Baert (Deinze, 9 juni 1897 - Westende, 25 juni 1966) was een Belgisch redacteur.

## Levensloop
Baert doorliep de Gentse Nijverheidsschool en werd vervolgens bediende bij een verzekeringsmaatschappij. Onder invloed van Wies Moens - die inwoonde bij het gezin - volgde hij vervolgens de vrije leergangen van de vernederlandste universiteit van Gent.
In 1919 werd hij aangehouden op verdenking van medeplichtigheid aan bomaanslagen op Le Journal de Gand en La Flandre Libérale. In 1920 werd hij vrijgelaten, vervolgens oefende hij tal van beroepen uit in België en Frankrijk. Zo was hij onder meer - onder de schuilnaam Goudpunt - economisch columnist bij SportWereld. 
Vervolgens werd hij redacteur van de krant De Dag, alwaar hij in 1936 Mark Tralbaut opvolgde als hoofdredacteur. In 1941 werd hij op Duits aandringen in deze hoedanigheid door G. Capelle. Na de bevrijding werd hij tot vier jaar gevangenisstraf veroordeeld wegens collaboratie. Na zijn in vrijheidstelling richtte hij het reclameblad De Antwerpse Post op.